# Hawk y Dove
Hawk y Dove (Gavilán y Paloma en Hispanoamérica, Halcón y Paloma en España) son un equipo de superhéroes publicados por DC Cómics. Fueron creados por Steve Ditko y Steve Skeates y debutaron en Showcase #75 (junio de 1968) durante la edad de plata de los cómics, el dúo ha tenido varias encarnaciones a lo largo de los años a través de varias series y miniseries, y que también han aparecido en un número de papeles recurrentes y personajes secundarios haciendo apariciones en títulos como Los Jóvenes Titanes, Birds of prey, y Brightest Day. Las encarnaciones más prominentes han sido la pareja original de dos hermanos adolescentes, el temperamental y militante Hank Hall (Hawk) con el educado y pacifista Don Hall (Dove), así como el actual de Hank con Dawn Granger (Dove II), una joven no relacionada con ellos que asume el papel de Dove en Hawk and Dove Vol.2 #1 (octubre de 1988) Después de la muerte de Don Hall en la maxiserie de 1985 Crisis on Infinite Earths.
El concepto central estaba inspirado originalmente en las emergentes divisiones políticas de los años 60 (como se ve en halcones de guerra y Las palomas de la paz) gira en torno a dos jóvenes héroes con personalidades e ideologías diametralmente opuestas que, al pronuncias sus alias, se transforman en un conjunto de fuerza, velocidad, y agilidad aumentada. Con Dove representando la razón y no violencia y Hank representando fuerza y agresión, se complementan para encontrar un estado de equilibrio y combatir el crimen. Se es revelado que Hawk y Dove reciben sus poderes de los Señores del Orden y el Caos, y que respectivamente sus poderes son de origen místicos.
A pesar de que los títulos del dúo han sido relativamente cortos y sus apariciones esporádicos, los héroes han experimentado una historia estratificada y a menudo trágica. Múltiples personajes han utilizado los títulos Hawk y Dove en uno cronometra u otro, y el legado ha soportado muertes, resurrecciones, e incluso el descenso propio de Hawk a la locura y transformación subsiguiente al asesino en masa y déspota Monarca y más tarde Extant. Una tercera encarnación de Hawk y Dove debutado en su propio miniserie de 1997, aunque este grupo presentaba personajes únicos y solo estaba vinculado a sus predecesores por temas. La hermana de Dawn, la británica Holly Granger, sirve como Dove en ausencia de este hasta su muerte en 2009 tras los acontecimientos de Blackest Night.
Fuera de los cómics, la encarnación de Hank y Don Hall de Hawk y Dove apareció en la serie de Cartoon Network Liga de la Justicia Ilimitada, con Hawk expresado por Fred Savage y Dove expresado por Jason Hervey. Hank Hall, Dawn Granger y Don Hall hacen su debut de acción en vivo en las series de DC Universe y HBO Max Titanes, interpretados por Alan Ritchson, Minka Kelly y Elliot Knight, respectivamente.

## Historia de la publicación

### Edad de plata y bronce
Girando fuera de su debut en Shocase, Don y Hank recibieron su propia serie titulada Hawk and the Dove. Creado por Steve Ditko y Steve Skeates, Ditko trazo el primer número y se fue después del segundo. En 1999 en una entrevista, Skeates expresó consternación por los cambios a su guion por Ditko y la editorial.
A pesar de que Skeates intentó cambiar la dirección de la serie después de Ditko se marchara y artista Gil Kane se uniera al equipo creativo, Skeates se fue después del cuarto número, dejando a Kane asumir la responsabilidad de la escritura y el arte hasta su cancelación por las bajas ventas.
Los originales Hawk y Dove hicieron apariciones esporádicos en diferentes títulos de DC a lo largo de los años 70 y 80, principalmente dentro de los Teen Titans y New teen titans, uniéndose a la encarnación original brevemente en Teen TitansVol. 1 #25–30 (enero–octubre de 1970), bajo la dirección de los escritores Dick Giordano, Robert Kanigher, y el artista Nick Cardy. Skeates También proporcionó guiones para algunos de estos números, además se asociaron con Batman en The brave and the bold Vol. 1 #181 (diciembre de 1981) en una historia fuera de la continuidad escrita por Alan Brennert y dibujado por Jim Aparo.
La última aparición de Hawk y Dove fue en Crisis on Infinite Earths #12 (marzo de 1986), en donde Don Hall fue asesinado convirtiéndose en uno de las multitudes personajes que se enfrentaron a la desaparición a lo largo de la serie, incluyendo a Flash (Barry Allen), Supergirl (Kara Zor-El)
y docenas de otros.

### Edad Moderna
Tras la muerte de Dove, Hawk y Dove aparecieron juntos en varios flashback, mientras que Hawk aparecería solo en los títulos de Teen Titans, incluyendo su propia historia de dos partes en Teen Titans Spotlight #7–8 (febrero y marzo de 1987) por Mike Barón y Jackson Guice.
En 1986, Karl Kesel y Barbara Kesel empezaron a colaborar en un resurgimiento de Hawk y Dove, con la idea de crear un segundo Dove, esta vez sería una mujer quien ser convertiría más tarde en Dawn Granger.
Estaba grabando la figura de Dove muerta sobre la "Crisis" de George Pérez en la historia del Universo DC sin llorar lágrimas por la muerte del chico ya que era un héroe menor, pero lamentaba el final de un equipo realmente interesante. Siempre me gustaron Hawk y Dove. Siempre pensé cómo iban a decir "Hawk!" Y "Dove!" Y transformarlo fue realmente genial. Entonces me di cuenta: ¡la misteriosa voz que le dio a Hawk y Dove sus poderes fácilmente podría darle los poderes de Dove a otra persona! Tal vez ... ¡una mujer! Llamé a Barbara tan pronto como pude. Ella desató la idea al instante y antes de que siquiera lo supiéramos, éramos co-escritores.
El renacimiento fue aprobado para una miniseries de #5 números, y las hermanas Kesels se unieron entonces con el artista Rob Liefeld. Esta fue abreviada para sencillamente llamarse Hawk & Dove y fue publicado en 1988–1989. El renacimiento se alejó de las inclinaciones políticas que tenía el dúo en la edad de Plata y contó una historia más directa de los superhéroes con trajes humanos presentando una serie de personajes secundarios y villanos que se basaron en los amigos y familiares de las hermanas kesels. Sus retratos de Hank y Dove estaban basado en el hermano de Barbara Kesel para Hank y la hermana de Karl Kesel para Dove respectivamente. Esta nueva dirección fue bien recibida por los seguidores y agotada, lo que impulso el lanzamiento de otra serie con Hawk & Dove Vol.3 en junio de 1989, coescrito por las hermanas Kesels y Greg Guler reemplazando a Rob Liefeld en las tareas de arte Las Kesels también escribieron una característica de Hawk y Dove en Secret Origins #43 (agosto de 1989) elaborando una historia del origen de Hank y Don, revelando que los poderes de ambos personajes les fueron dalos por los Señores del Orden y el Caos y que debido a esto ellos se convirtieron en Agentes del Orden y el Caos respectivamente.
A pesar de su fuerte inicio, el relanzamiento se canceló finalmente después de #28 números y dos anuales, el número 28 se publicó en octubre de 1991. Hasta la fecha, esta es el más largo que ha durado Hawk & Dove.

## Biografía ficticia de los personajes

### Hank Hall y Don Hall
Hank Hall y Don Hall eran los hijos del Juez Irwin Hall. Finalmente descubrieron que su padre tuvo muchos enemigos cuándo su padre casi fue asesinado. Hank Y Don siguen al criminal a la guarida donde accidentalmente se encerraron en el armario de algunos delincuentes que conspiraban para deshacerse de él. Voces misteriosas suenan por toda la habitación ofreciéndole a los chicos una posibilidad de salvar su padre. Todo lo que tenían que hacer era invocar los poderes de Halcón y Paloma. Las voces pertenecieron a un Señor del Caos llamado T'Charr y un Señora del Orden llamada Terataya (aunque los Señores del Orden y el Caos eran enemigos eternos, estos se habían enamorado). Los hermanos Hall invocaron sus poderes nuevos y se convirtieron en Hawk y Dove. El Halcón conservador (Hank) era caliente, reaccionario y temerario, mientras que el liberal Paloma (Don) era más pensativo y razonable, pero era propenso a la indecisión. El juez Irwin Hall mostró creencias políticas más equilibradas, y firmemente desaprobados el vigilantismo, no sabiendo que sus hijos eran aventureros disfrazados y el hecho de que Hawk y Dove lo habían salvado de sus asaltantes.
Después de que su serie acabara, Hawk y Dove hicieron apariciones regulares en Los Jóvenes Titanes, finalmente uniéndose a los Titans West. El escritor Alan Brennert intentó acabar su saga en una edición de 1982 de the brave and the bold donde 12 años más tarde Hank y Don Hall, ya adultos, está intentando hacer frente a sus valores de los 60s y los 80s.
Después de que Hawk y Dove se unieran con Batman, la voz misteriosa revocó a los poderes de Hank y Don, considerándoles todavía inmaduros. Esto era más tarde intencionadamente desatendido como una broma (dónde Don dice que todo el mundo los mira como viejos) en New Teen Titans n.º 50, cuándo cuenta el envejecimiento de tiempo real de Hank y Don afectaría la edad de los jóvenes titanes también.
Dove murió en 1985 Crisis en Tierras Infinitas mientras salvaba a un chico joven quién era atacado por los demonios del Anti-Monitor. La criatura que asesina a Dove vino desde detrás mientras el salvaba a un niño de un edificio que caía y Hawk estaba demasiado lejos para intervenir. Una estatua de Don es parte del monumento conmemorativo en la Torre de los jóvenes Titanes en San Francisco. Hawk Continuó por su cuenta, pero sin Dove para contenerlo, se volvió tan violento que muchos superhéroes lo consideraron casi tan problemático como los supervillanos.

### Edad Moderna
En 1988, una nueva miniserie de Hawk y Dove escritas por Karl y Barbara Kesel reintrodujo al dúo. Esta serie colocaba a una mujer, Dawn Granger como Dove, reemplazando a Don, quien había muerto en la serie original. La nueva Dove misteriosamente recibió sus poderes mientras estaba intentando salvar a su madre de unos terroristas. Al final de la miniseries, se revela que Dawn recibió sus poderes en el mismo momento en el que Don murió.
Esta Paloma, era considerablemente más agresiva y segura que Don, también tenía más fuerza, destreza superiores, velocidad y capacidades mentales ampliadas. Dove lucha mayoritariamente en defensa, también se cura rápidamente pero no puede volver a ser Dawn si tiene heridas o alguna otra condición, sería fatal.
Esta serie está ambientada en Washington D. C. (dónde el dúo asistió a la Universidad de Georgetown), la serie introdujo varios personajes secundarios, incluyendo la novia de Hank, Ren Takamori, y los amigos Kyle Spenser y Donna Cabot. También trabajaron con el Capitán Brian "Sal" Arsala, quién desarrollaría una admiración mutua con Down. También introducido Kestrel, un hechizo malvado creado por M'Shulla y Permuta, propietario de comercio de bienes.

### Caída de Hawk y Redención:Armageddon 2001,Hora CeroyJSA
En 1991, en un editorial snafu referente a la miniserie Armageddon 2001, se filtró el villano central de tiempo que viaja en la pieza (conocido como Monarca) era de hecho el Capitán átomo. El monarca originalmente había sido concebido como una identidad futura del Capitán átomo. Waverider Incluso había "verificado" el futuro de Hawk en Hawk y Dove Anual n.º 2, el cual los tuvo luchando contra el Monarca, eliminándoles como candidatos. En un último esfuerzo de dar un "giro sorpresa", DC cambió la historias.
Las ventas de Hawk y Dove se habían sumergido y la serie estaba destinada a la cancelación, por lo que la identidad del monarca fue revelada como el futuro Hank Hall. El monarca atacó a Hawk y Dove y logró asesinar a Dawn delante de Hank, causándole un ataque psicópata, matando al Monarca, y tomando su identidad de villano. Se convirtió brevemente en un enemigo recurrente del Capitán átomo antes de absorber los poderes de viaje en el tiempo de Waverider, posteriormente cambiando su forma y nombre a Extant en la hora cero.
Como Extant, Hawk asesinó a varios miembros de la Sociedad de la justicia de América, Átomo utilizó la silla Mobius del nuevo dios Metron para transferir a Hall a un avión condenado en vez de la madre de Átomo Smasher; el avión explotado debido a las acciones terroristas de Kobra. A pesar de sus delitos y las vidas tomadas por él, una estatua de él es presente en el monumento de la torre de los jóvenes titanes en San Francisco.

### Sasha Martas y Wiley Wolverman
Otro Hawk (Sasha Martas) y Dove (Wiley Wolverman) apareció en una miniserie de 5 números en 1997, escrita por Mike Barón. En esta versión, estaba completamente alejado del concepto de los Señores del orden y el caos, las personalidades del dúo se manifestaron como mocoso "tan militar" "Joven holgazán," respectivamente. Obtuvieron grandes alas de pájaro y un enlace telepático por recibir tratamientos médicos experimentales cuando eran niños. Siguiendo la miniserie, Los nuevos halcón y alondra hicieron varias apariciones en los libros relacionados con los jóvenes titanes, una vez protegiendo la ciudad de Woodstock, Nueva York, durante una crisis mundial.

### Holly y Dawn Granger:Crisis Infinita
En 2003, JSA # 45-50 habló de una misteriosa mujer en coma que fue llevada al cuidado de la Sociedad de Justicia. Inicialmente pensado para ser el cuerpo comatoso de la esposa desaparecida de Hector Hall, Hippolyta Trevor, fue revelado que la mujer era nada menos que la presunta muerta Dawn Granger. La "muerte" de Dawn fue un engaño orquestado por el villano Mordru, quien también fue causante de la locura de Hank que lo puso en camino de convertirse en Monarca (y más tarde Extant).
Dawn más tarde ganó un nuevo socio cuando su hermana británica alejada y agresiva, Holly Granger, se le concedió los poderes místicos del Caos, convirtiéndose en el tercer Halcón. La primera aparición de Holly fue en Teen Titans vol. 3, # 22-23, uniéndose a su hermana y muchos otros titanes anteriores contra el Dr. Light. El dúo más adelante regresó con los titanes para rescatar el "yo del alma" de Raven de su vieja némesis, Kestrel.
En la serie limitada del Día de la Venganza, El Espectro ataca y aparentemente destruye a T'Charr y Terataya (que aparentemente ya no estaban muertos), dejando a Hawk y a Dove supuestamente sin poder. A pesar de esto, Hawk y Dove son mostrados durante una ruptura de prisión en todo el mundo, siendo contactados telepáticamente por J'onn J'onzz. Ambos estaban vestidos, y Dove llevaba a Hawk mientras volaba, posiblemente implicando que T'Charr y Terataya fueron de alguna manera restaurados a la vida después de que la Tierra entrara en la Décima Edad de Magia.
Hawk y Dove también aparecieron en Cuenta regresiva a la crisis final, en el que Dawn Granger es uno de los héroes poseídos por Eclipso. En Teen Titans vol. 3, n.º 34 (Crisis infinita), Holly y Dawn se muestran en la torre de los jóvenes titanes en algún momento durante el año anterior, con el diálogo de Hawk lo que implica que eran miembros en esa época de los jóvenes Titanes. Su asociación con el equipo fue temporal, aunque resurgieron en el Titans East como parte de un nuevo equipo organizado por Cyborg. Las hermanas fueron fusiladas por rayos de energía de Trigon y fueron dejadas muertas. Los eventos posteriores mostraron que estaban gravemente heridos pero habían sobrevivido a la experiencia.

### Blackest Night
En Blackest Night n.º 2, varios anillos de poder negros intentaron reanimar el cuerpo de Don Hall, solo para ser impedido de perturbar su tumba por una barrera invisible. Cuando ellos chocan con la barrera, el comando típico de los anillos ("levántate") es interrumpido; los anillos en cambio responden, "Don Hall de la Tierra en paz." Esto es la primera representación de los anillos de poder negros que no reclutan a un miembro para el Cuerpo de Linterna Negro. Aunque Don rehúsa los anillos negros, su hermano Hank el cadáver acepta el suyo con humor: "¿El mismo viejo, el mismo viejo, ey, hermano? Hawk tiene que hacer todo el trabajo sucio."
En Blackest Night: Titans #1, Hank atrae a Holly y Dawn a una biblioteca con un rastro de halcones y palomas muertos. Un ataque del linterna Negra Hank Hall, mata a Holly Granger desgarrando su corazón. Un anillo negro entonces reclama el cuerpo de Holly y las dos Linterna Negra Hawks asaltan y atormentan el amanecer. Finalmente Dove se va a la Torre de los Teen Titans para pedir ayuda, solo para encontrarse debajo el ataque de más Linternas Negras Titanes. Cuándo Holly intenta arrancar el corazón de Dawn, una explosión de energía blanca irradia su cuerpo, rompiendo la conexión entre Holly y el anillo. Dawn entonces gira la luz en las otras Linternas Negras, destruyendo todo salvo a Terra, Tempest y Hank. El esfuerzo hace que Dawn se desmaye. Mientras esta insconciente, tiene una visión de Don, quién le dice que pueda salvar Hank, y no debe renunciar a él.
Dawn y el resto de los jóvenes titanes se unen a la liga de la justicia para luchar contra los Linternas Negras en Ciudad Costera. Ella es capaz de destruir Linternas Negras con su presencia. Flash (Barry Allen) es testigo de la lucha de Dawn con el ejército de muertos vivientes y se da cuenta de que posee la "luz blanca de la creación" mencionado por Índigo-1 (un miembro de la Tribu de Índigo), un poder del espectro emocional. Durante la batalla, las energías blancas de Dove son arrastradas a la batería de las Linternas Negras, bajo el control de un ser atrapado ahí dentro: el ser es finalmente revelado como el Anti-Monitor. Dove ayuda a los siete miembros de los Cuerpo de linternas a derrotar la entidad cósmica. En el periodo posterior de la batalla final, Hank es traído a la vida por el poder de la luz blanca. Una estatua conmemorativa es creada para Holly en Torre de los jóvenes Titanes.

### Brightest Day
Hank y Dawn encuentran Deadman poco después de los eventos de Blackest Nigh. Ellos intenta resucitar a Don y Holly, pero sin resultados; la voz de Deadman sencillamente indica la muerte ya no tiene el mismo significado. Los tres son transportados a Ciudad de Plata, Nuevo México, donde encuentran la batería de poder de Linterna Blanca en un cráter. Cuándo Deadman le pregunta a la batería blanca por qué los trajo a la vida, la Entidad les dice que está muriendo y requiere un sucesor. La Entidad también dice a Hawk que salve a Dawn del Capitán Bumerang. Cuándo es preguntando por qué Dove necesita ser protegida, la Entidad le dijo que todos necesitan protección.
Dove y Deadman viajan juntos por un tiempo, primero a Atlantis y luego a Ciudad Gótica, en busca de un candidato para reemplazar la Entidad. Creen que el Hombre Resurrección y Batman son posibles candidatos, Deadman intenta dar el anillo a Batman, pero el anillo lo rehúsa y regresa a Deadman, quién es disparado a muerte. Pero el anillo lo trae a la vida, y al hacerlo tanto él como Dawn se dan cuenta de que están enamorados (es la razón por la que abraza la vida y acepta la oferta del anillo). Deadman Desde entonces se muda al apartamento de Dove.
Más tarde cuando el "avatar oscuro" hizo su presencia, Hawk y Dove son transportados al bosque de la Ciudad de la Estrella por la Entidad, donde les dice que tienen que proteger el bosque y soportar el salvador final, Alec Holanda. Dentro del bosque, Capitán Bumerang encuentra a Dawn y le lanza un b. Hawk Falla para cogerlo, pero Deadman tiene éxito, muriendo en el proceso. Hawk golpea a Bumerang dejándolo inconsciente. Después de que el Avatar Oscuro es derrotado, la Entidad revela que bumerang era una parte de un plan para liberar a Hawk de su función como un avatar de guerra de los Señores del Caos. Ella comparte una despedida emocional con Boston, mientras el reanuda sus deberes como "Deadman".
Alrededor de este mismo periodo, Dawn y Hank es reclutados en las Aves de Presa de Zinda Blake en Gótica para parar algunos villanos adolescentes. Inmediatamente después de su reunión con Zinda, los dos son llamados por el Oráculo para rescatar a Canario negro y a la Cazadora de una villana llamada Canario Blanco. Dove también aparece como parte del superequipo femenino de Mujer Maravilla en Mujer Maravilla #600.

### Los Nuevos 52/DC: Renacimiento
DC estos titulas como parte del reinicio de todas sus historias con 52 títulos principales. Fue lanzado el 7 de septiembre de 2011, escrito por Sterling Gates y arte por Atracar Liefeld.
En esta nueva serie, Hawk y Dove son Hank Hall y Dawn Granger, quienes reanudan sus actividades de superhéroes en Washington D. C., con ayuda de Deadman. Se encuentran Cóndor y Cisne, un par nuevo de supervillanos que poseen poderes similares a los suyos. Hawk Y Dove luchan con ellos después de que intentan matar Presidente Barack Obama y al padre de Hank. Swan escapa, pero logran derrotar a Cóndor, quién es revelado como un hombre sin identidad.
Don y Hank fueron Halcón y Paloma durante al menos dos años, hasta tres años antes del inicio de la serie, cuándo Don murió durante la " peor crisis que el mundo ha visto" (haciendo referencia a la muerte de Don en el canon original en la Crisis) y Dawn se convirtió en el próximo avatar inmediatamente. Esta continuidad continua en la miniserie Titans Hunt, donde se dice que Hank y Don eran miembros de los Teen Titans originales, y que Don fue asesinado durante una batalla entre el equipo y Mister Twister.
También se dice que Dawn ha tenido una conexión con Don, conocida solo por ella y Deadman, pero desconocida por Hank. La serie fue cancelada después de 8 números (publicado el 4 de abril de 2012).
En la nueva continuidad, Dawn Granger tiene una relación romántica con Deadman, y ha aparecido en el cómic de la Liga de la justicia oscura, sin embargo su relación se acaba mientras Deadman insiste en continuar utilizando prestado cuerpos, Dove mostró desdén y repulsión a la idea.

## Poderes y habilidades

### Dove
Paloma posee una capacidad conocida como transformación del sentido del peligro. Cuando está en peligro, ya sea ella u otros, Dawn Granger puede llamar la palabra "Dove" y transformarse en Paloma. Ella no necesita ser consciente del peligro, lo que significa que se transforma si dice la palabra mientras, y sin saberlo, está en peligro. Sin embargo, la transformación requiere una situación de peligro real, por lo que si Dawn dice "Paloma" sin estar en peligro, ella no se transforma.
La transformación desaparece poco después de que haya pasado el peligro, a menos que se encuentre herida. Ella permanecerá como Dove hasta que las lesiones estén lo suficientemente curadas. Hank una vez buscó en el distrito de almacenes para encontrar un escondite criminal, teniendo que decir "Hawk" antes de entrar en cada almacén. En los mundos mágicos altos, Dawn puede permanecer como Dove durante períodos prolongados, independientemente de si hay peligro o no.
La transformación transforma a Granger en una fuerza menor del Orden y ella obtiene características aviares, que se ocultan bajo su traje. Si el traje recibe suficiente daño, puede revelar parte de su verdadera forma, que brilla con la dorada luz brillante del Orden. Dentro de los reinos de la magia superior, Dove puede quitar fácilmente el traje y mostrar su verdadera forma.
Dove también es hipervigilante; Sus aptitudes naturales son mejoradas, como su habilidad para juzgar a las personas que le permite "leer" personas y objetos, y saber cómo se comportarán. Además del vuelo, también ha mejorado la agilidad, puede soportar el castigo físico, sanar rápidamente y sus percepciones se intensifican en su máxima medida.
Debido a su conexión con Terataya, en los mundos mágicos sus poderes son mejorados. Ella puede concentrar su resplandor en un haz cegador de luz. Ella también posee la Luz Blanca de la Creación. No se sabe si este poder es una extensión de su habilidad de resplandor, pero durante la crisis de Blackest Night, Dove fue capaz de canalizar esta fuerza en particular y destruir las linternas negras, además de bloquear el poder de lectura de aura de una linterna negra. ¿Cómo y por qué? Dawn fue elegido para este poder, o si tiene algo que ver con su vínculo con Terataya, sigue siendo desconocido.

### Hawk
Hawk posee una "transformación del sentido del peligro" que le permite cambiar en un superhumano con los poderes de superfuerza, resistencia ilimitada, mayor velocidad, mayor agilidad y mayor durabilidad. Su compañero Dove suprime su naturaleza violenta, y sin su presencia la rabia de Hawk se vuelve ilimitada.
Mientras sea un miembro del Cuerpo de Linterna Negro, Hawk ejerce un anillo de poder negro qué le permitía generar construcciones de energía negra. También fue capaz de percibir auras emocionales.

## Enemigos
Fuera de los enemigos que lucharon con los Teen Titans, Hawk y Dove y sus encarnaciones tuvieron sus propios enemigos.
- Cóndor – La contraparte malvada de Hawk. La identidad del cóndor es un anciano sin nombre.
- D'Khan – Un sacerdote que es en secreto el Dragón antiguo de D'Yak.
- Hunter – Un supervillano que trabajado para "D'Yak".
- Kestrel – Un supervillano creado por M'Shulla y Gorrum de los Señores del Caos para convertir a Hawk a las fuerzas de mal o matarlo.
- Necromancer – Una hechicera poderosa que intentó desbloquear el poder mágico ilimitado con el círculo de tótems.
- Shellshock – Una mujer misteriosa que puede volar cualquier cosa diciendo su nombre.
- Muerte repentina – Un metahumano de la playa bum-themed.
- Swan – La contraparte malvada de Dove. La identidad del cisne es Rachel Felps.
- Unidad – Dra. Arsala es la hija de Hank y Dawn de un futuro alterno qué utilizó la Gema del orden para convertirse en Unidad.

## Ediciones colectadas
- Hawk and Dove (recoge Hawk and Dove vol. 2, #1-5), noviembre de 1993, ISBN 978-1-56389-120-5
- Hawk and Dove: Demonios & de Fantasmas (la edición nueva recoge Hawk and Dove vol. 2, #1–5), mazo 2012, ISBN 978-1401233976
- #DC Presentes de Cómics: Día más Brillante #3 (recoge Teen Titans vol. 3, #27–28; Leyendas del Universo DC #26–27), febrero de 2011 – Características Hawk (Holly) y Dove (Dawn), junto a los Jóvenes titanes, luchando contra Kestrel.
- Hawk ando Dove: Primeras Huelgas (recoge Hawk y Dove vol. 5 #1–8), agosto de 2012, ISBN 978-1781163993
- Teen Titans: Edad de Plata Omnibus (recoge Showcase #75, Hawk y Dove vol. 1 #1–6, Teen Titans vol. 1, #21), noviembre de 2016, ISBN 978-1401267568

## Otras versiones

### Batman: El Caballero de la noche contraataca
Hank Hall y Don Hall aparecen en Batman: El Caballero de la noche contraataca.

## En otros medios

### Televisión
- Versiones animadas de Hawk y Dove (Hank y Don Hall) fueron presentado junto a Mujer Maravilla en un episodio de la Liga de la justicia ilimitada titulado "Halcón y Alondra", con la voces de Jason Hervey y Fred Savage (ambos protagonizaron en la serie televisiva Los Años de Maravilla como los hermanos Wayne y Kevin Arnold). Esta versión describe una relación más fuerte entre los hermanos. Don es más seguro de sí mismo, y sus disputas son filosóficas. Irónicamente, hay una inversión de papeles: Fred Savage (quien interpretó a nerdy Kevin) es la voz del violento Hawk mientras Hervey (quien interpretó al matón Wayne) da voz al pacifista Dove. En este episodio, sus estilos de luchas fueron contrastados. Hawk emplea la fuerza bruta, tácticas agresivas, a veces parecido a un jugador de fútbol. Dove, por otro lado, utiliza unas técnicas el aikido o judo, utilizando los movimientos de su atacante para arrojarlo a un lado. Mujer maravilla los recluta para ayudar a impedir que Ares cause la guerra en Kaznia. Tienen éxito debido al pacifismo de Dove contra el Aniquilador impulsado por la rabia. Este episodio muestra lo cerca que están los dos, ya que Hawk lucha incluso con la Mujer Maravilla en un intento de proteger su hermano. Hawk gritando por su hermano temiendo por su vida estrechamente se asemeja de cerca cuando Dove muere en Crisis on Infinite Earths. Son vistos por última ven en el final de la serie, en el episodio el "Destructor", donde luchan contra los Parademonios junto a varios otros miembros de Liga. Más tarde aparecen en la escena final corriendo por los escalones de la torre del metro con el resto de la Liga.
- Hawk y Dove aparecieron el teaser de Batman: The Brave and the Bold en el episodio "Cuándo OMAC Ataque!", Halcón con la voz de Greg Ellis y Dove con al voz de Dee Bradley Baker. Ayudan Batman a detener una guerra intergaláctica entre los Controladores y el señor de Okaara. Mientras Hawk y Dove sacan las fuerzas terrestres, Dove afirma que es mejor de resolver cosas diplomáticamente mientras Hawk dice que hay que lastimarlos o de lo contrario no pararan. Batman consigue que los líderes de ambas partes firmen el tratado de paz y acaban la guerra. Batman Invita a los líderes a tomar algo en su barco para desviar la atención a las disputas de los hermanos. Hawk y Dove también aparecen brevemente en el episodio de dos partes "El Asedio de Starro" Pt. 1 siendo tomados por Starro. Después de la derrota de Starro, Hawk y Dove se transforman a normalidad.
- Hawk (Hank Hall) y Dove (Dawn Granger) aparecieron en la serie de televisión titulada Titans, interpretados por Alan Ritchson y Minka Kelly, respectivamente.[29][30] Debutan en el segundo episodio de la primera temporada como ex aliados de Dick Grayson que buscan retirarse de ser vigilantes. Don Hall también aparece en escenas de flashback, interpretado por Elliot Knight.[31] Durante los flashbacks en el episodio de la primera temporada "Hank y Dawn", se revela que Hank y Don fueron estimulados a convertirse en vigilantes después de que fueran antagonizados por un entrenador de fútbol infantil depredador. También se demostró que Don murió en el mismo accidente que también mató a la madre de Dawn, Marie.

### Serie web
- Hawk (Hank Sala) y Dove (Dawn Granger) aparece en DC Super Hero Girls. Aparecen alumnado tan de fondo de Super Héroe Alto.